# Grand Prix moto des Pays-Bas 2023
Le Grand Prix moto des Pays-Bas 2023 est la huitième manche du championnat du monde de vitesse moto 2023.
Cette 74e édition du Grand Prix moto des Pays-Bas s'est déroulée du 23 juin au 25 juin sur le TT Circuit à Assen.

## Qualifications

### MotoGP
| Meilleur temps de la session |

| Pos.                                          | Num | Pilote                | Constructeur | Temps          | Temps          | Position départ | Row |
| Pos.                                          | Num | Pilote                | Constructeur | Q1             | Q2             | Position départ | Row |
| --------------------------------------------- | --- | --------------------- | ------------ | -------------- | -------------- | --------------- | --- |
| 1                                             | 72  | Marco Bezzecchi       | Ducati       | Qualifié en Q2 | 1 min 31 s 472 | 1               | 1   |
| 2                                             | 1   | Francesco Bagnaia     | Ducati       | Qualifié en Q2 | 1 min 31 s 533 | 2               | 1   |
| 3                                             | 10  | Luca Marini           | Ducati       | Qualifié en Q2 | 1 min 31 s 630 | 3               | 1   |
| 4                                             | 20  | Fabio Quartararo      | Yamaha       | Qualifié en Q2 | 1 min 31 s 671 | 4               | 2   |
| 5                                             | 33  | Brad Binder           | KTM          | Qualifié en Q2 | 1 min 31 s 704 | 5               | 2   |
| 6                                             | 41  | Aleix Espargaró       | Aprilia      | Qualifié en Q2 | 1 min 31 s 812 | 6               | 2   |
| 7                                             | 12  | Maverick Viñales      | Aprilia      | Qualifié en Q2 | 1 min 31 s 837 | 7               | 3   |
| 8                                             | 5   | Johann Zarco          | Ducati       | 1 min 31 s 993 | 1 min 31 s 881 | 8               | 3   |
| 9                                             | 73  | Álex Márquez          | Ducati       | Qualifié en Q2 | 1 min 31 s 898 | 9               | 3   |
| 10                                            | 89  | Jorge Martín          | Ducati       | Qualifié en Q2 | 1 min 32 s 170 | 10              | 4   |
| 11                                            | 88  | Miguel Oliveira       | Aprilia      | 1 min 32 s 087 | 1 min 32 s 174 | 11              | 4   |
| 12                                            | 43  | Jack Miller           | KTM          | Qualifié en Q2 | 1 min 32 s 715 | 12              | 4   |
| 13                                            | 49  | Fabio Di Giannantonio | Ducati       | 1 min 32 s 185 | N/A            | 13              | 5   |
| 14                                            | 30  | Takaaki Nakagami      | Honda        | 1 min 32 s 497 | N/A            | 14              | 5   |
| 15                                            | 21  | Franco Morbidelli     | Yamaha       | 1 min 32 s 530 | N/A            | 15              | 5   |
| 16                                            | 25  | Raúl Fernández        | Aprilia      | 1 min 32 s 671 | N/A            | 16              | 6   |
| 17                                            | 93  | Marc Márquez          | Honda        | 1 min 32 s 672 | N/A            | 17              | 6   |
| 18                                            | 23  | Enea Bastianini       | Ducati       | 1 min 32 s 844 | N/A            | 18              | 6   |
| 19                                            | 32  | Lorenzo Savadori      | Aprilia      | 1 min 33 s 008 | N/A            | 19              | 7   |
| 20                                            | 6   | Stefan Bradl          | Honda        | 1 min 33 s 040 | N/A            | 20              | 7   |
| 21                                            | 37  | Augusto Fernández     | KTM          | 1 min 33 s 082 | N/A            | 21              | 7   |
| 22                                            | 27  | Iker Lecuona          | Honda        | 1 min 33 s 088 | N/A            | 22              | 8   |
| 23                                            | 94  | Jonas Folger          | KTM          | 1 min 33 s 300 | N/A            | 23              | 8   |
| RESULTATS OFFICIELS DES QUALIFICATIONS MOTOGP |     |                       |              |                |                |                 |     |

## Classement MotoGP

### Course sprint
| Pos.                      | Num. | Pilote                | Equipe                       | Constructeur | Tours | Temps/Ecarts    | Grille | Points |
| ------------------------- | ---- | --------------------- | ---------------------------- | ------------ | ----- | --------------- | ------ | ------ |
| 1                         | 72   | Marco Bezzecchi       | Mooney VR46 Racing Team      | Ducati       | 13    | 20 min 09 s 174 | 1      | 12     |
| 2                         | 1    | Francesco Bagnaia     | Ducati Lenovo Team           | Ducati       | 13    | +1 s 294        | 2      | 9      |
| 3                         | 20   | Fabio Quartararo      | Monster Energy Yamaha MotoGP | Yamaha       | 13    | +1 s 872        | 4      | 7      |
| 4                         | 41   | Aleix Espargaró       | Aprilia Racing               | Aprilia      | 13    | +2 s 245        | 6      | 6      |
| 5                         | 33   | Brad Binder           | Red Bull KTM Factory Racing  | KTM          | 13    | +4 s 582        | 5      | 5      |
| 6                         | 89   | Jorge Martín          | Prima Pramac Racing          | Ducati       | 13    | +5 s 036        | 10     | 4      |
| 7                         | 12   | Maverick Viñales      | Aprilia Racing               | Aprilia      | 13    | +5 s 876        | 7      | 3      |
| 8                         | 23   | Enea Bastianini       | Ducati Lenovo Team           | Ducati       | 13    | +10 s 102       | 18     | 2      |
| 9                         | 73   | Álex Márquez          | Gresini Racing MotoGP        | Ducati       | 13    | +10 s 525       | 9      | 1      |
| 10                        | 10   | Luca Marini           | Mooney VR46 Racing Team      | Ducati       | 13    | +10 s 556       | 3      |        |
| 11                        | 43   | Jack Miller           | Red Bull KTM Factory Racing  | KTM          | 13    | +11 s 191       | 12     |        |
| 12                        | 30   | Takaaki Nakagami      | LCR Honda Idemitsu           | Honda        | 13    | +11 s 473       | 14     |        |
| 13                        | 5    | Johann Zarco          | Prima Pramac Racing          | Ducati       | 13    | +15 s 439       | 8      |        |
| 14                        | 37   | Augusto Fernández     | GasGas Factory Racing Tech3  | KTM          | 13    | +17 s 754       | 21     |        |
| 15                        | 21   | Franco Morbidelli     | Monster Energy Yamaha MotoGP | Yamaha       | 13    | +19 s 508       | 15     |        |
| 16                        | 32   | Lorenzo Savadori      | Aprilia Racing               | Aprilia      | 13    | +19 s 664       | 19     |        |
| 17                        | 93   | Marc Márquez          | Repsol Honda Team            | Honda        | 13    | +19 s 916       | 17     |        |
| 18                        | 25   | Raúl Fernández        | CryptoData RNF MotoGP Team   | Aprilia      | 13    | +20 s 583       | 16     |        |
| 19                        | 88   | Miguel Oliveira       | CryptoData RNF MotoGP Team   | Aprilia      | 13    | +24 s 269       | 11     |        |
| 20                        | 27   | Iker Lecuona          | Repsol Honda Team            | Honda        | 13    | +24 s 727       | 22     |        |
| 21                        | 94   | Jonas Folger          | GasGas Factory Racing Tech3  | KTM          | 13    | +32 s 056       | 23     |        |
| 22                        | 6    | Stefan Bradl          | LCR Honda Castrol            | Honda        | 13    | +35 s 372       | 20     |        |
| Ab.                       | 49   | Fabio Di Giannantonio | Gresini Racing MotoGP        | Ducati       | 3     | Chute           | 13     |        |
| (en)[PDF]Rapport Officiel |      |                       |                              |              |       |                 |        |        |

### Course principale
| Pos.                                                                      | No. | Pilote                | Equipe                       | Constructeur | Tours | Temps/Ecart        | Grille | Points |
| ------------------------------------------------------------------------- | --- | --------------------- | ---------------------------- | ------------ | ----- | ------------------ | ------ | ------ |
| 1                                                                         | 1   | Francesco Bagnaia     | Ducati Lenovo Team           | Ducati       | 26    | 40 min 37 s 640    | 2      | 25     |
| 2                                                                         | 72  | Marco Bezzecchi       | Mooney VR46 Racing Team      | Ducati       | 26    | +1 s 223           | 1      | 20     |
| 3                                                                         | 41  | Aleix Espargaró       | Aprilia Racing               | Aprilia      | 26    | +1 s 925           | 6      | 16     |
| 4                                                                         | 33  | Brad Binder           | Red Bull KTM Factory Racing  | KTM          | 26    | +1 s 528           | 5      | 13     |
| 5                                                                         | 89  | Jorge Martín          | Prima Pramac Racing          | Ducati       | 26    | +1 s 934           | 10     | 11     |
| 6                                                                         | 73  | Álex Márquez          | Gresini Racing MotoGP        | Ducati       | 26    | +12 s 437          | 9      | 10     |
| 7                                                                         | 10  | Luca Marini           | Mooney VR46 Racing Team      | Ducati       | 26    | +14 s 174          | 3      | 9      |
| 8                                                                         | 30  | Takaaki Nakagami      | LCR Honda Idemitsu           | Honda        | 26    | +14 s 616          | 14     | 8      |
| 9                                                                         | 21  | Franco Morbidelli     | Monster Energy Yamaha MotoGP | Yamaha       | 26    | +29 s 335          | 15     | 7      |
| 10                                                                        | 37  | Augusto Fernández     | GasGas Factory Racing Tech3  | KTM          | 26    | +33 s 736          | 20     | 6      |
| 11                                                                        | 32  | Lorenzo Savadori      | Aprilia Racing               | Aprilia      | 26    | +35 s 084          | 18     | 5      |
| 12                                                                        | 25  | Raúl Fernández        | CryptoData RNF MotoGP Team   | Aprilia      | 26    | +39 s 622          | 16     | 4      |
| 13                                                                        | 6   | Stefan Bradl          | LCR Honda Castrol            | Honda        | 26    | +42 s 504          | 19     | 3      |
| 14                                                                        | 94  | Jonas Folger          | GasGas Factory Racing Tech3  | KTM          | 26    | +45 s 609          | 22     | 2      |
| Ab.                                                                       | 49  | Fabio Di Giannantonio | Gresini Racing MotoGP        | Ducati       | 18    | Chute              | 13     |        |
| Ab.                                                                       | 27  | Iker Lecuona          | Repsol Honda Team            | Honda        | 14    | Problème mécanique | 21     |        |
| Ab.                                                                       | 88  | Miguel Oliveira       | CryptoData RNF MotoGP Team   | Aprilia      | 12    | Douleur à l'épaule | 11     |        |
| Ab.                                                                       | 23  | Enea Bastianini       | Ducati Lenovo Team           | Ducati       | 6     | Chute              | 17     |        |
| Ab.                                                                       | 12  | Maverick Viñales      | Aprilia Racing               | Aprilia      | 3     | Chute              | 7      |        |
| Ab.                                                                       | 20  | Fabio Quartararo      | Monster Energy Yamaha MotoGP | Yamaha       | 2     | Chute              | 4      |        |
| Ab.                                                                       | 5   | Johann Zarco          | Prima Pramac Racing          | Ducati       | 2     | Chute              | 8      |        |
| Ab.                                                                       | 43  | Jack Miller           | Red Bull KTM Factory Racing  | KTM          | 1     | Chute              | 12     |        |
| -                                                                         | 93  | Marc Márquez          | Repsol Honda Team            | Honda        |       | Forfait            |        |        |
| Meilleur tour en course: Jorge Martín (Ducati) – 1 min 33 s 065 (tour 13) |     |                       |                              |              |       |                    |        |        |
| Rapport officiel                                                          |     |                       |                              |              |       |                    |        |        |

## Classement Moto2
| Pos.                                                                    | No. | Pilote                  | Constructeur | Tours | Temps/Ecarts       | Grille | Points |
| ----------------------------------------------------------------------- | --- | ----------------------- | ------------ | ----- | ------------------ | ------ | ------ |
| 1                                                                       | 96  | Jake Dixon              | Kalex        | 22    | 35 min 43 s 411    | 2      | 25     |
| 2                                                                       | 79  | Ai Ogura                | Kalex        | 22    | +1 s 334           | 3      | 20     |
| 3                                                                       | 37  | Pedro Acosta            | Kalex        | 22    | +4 s 448           | 6      | 16     |
| 4                                                                       | 54  | Fermín Aldeguer         | Boscoscuro   | 22    | +4 s 487           | 4      | 13     |
| 5                                                                       | 40  | Arón Canet              | Kalex        | 22    | +4 s 884           | 11     | 11     |
| 6                                                                       | 21  | Alonso López            | Boscoscuro   | 22    | +9 s 555           | 1      | 10     |
| 7                                                                       | 14  | Tony Arbolino           | Kalex        | 22    | +9 s 625           | 10     | 9      |
| 8                                                                       | 18  | Manuel González         | Kalex        | 22    | +10 s 547          | 12     | 8      |
| 9                                                                       | 75  | Albert Arenas           | Kalex        | 22    | +10 s 615          | 8      | 7      |
| 10                                                                      | 13  | Celestino Vietti        | Kalex        | 22    | +10 s 761          | 9      | 6      |
| 11                                                                      | 22  | Sam Lowes               | Kalex        | 22    | +15 s 964          | 5      | 5      |
| 12                                                                      | 7   | Barry Baltus            | Kalex        | 22    | +18 s 234          | 16     | 4      |
| 13                                                                      | 11  | Sergio García           | Kalex        | 22    | +20 s 408          | 17     | 3      |
| 14                                                                      | 15  | Darryn Binder           | Kalex        | 22    | +20 s 639          | 15     | 2      |
| 15                                                                      | 52  | Jeremy Alcoba           | Kalex        | 22    | +24 s 492          | 18     | 1      |
| 16                                                                      | 3   | Lukas Tulovic           | Kalex        | 22    | +29 s 416          | 19     |        |
| 17                                                                      | 99  | Carlos Tatay            | Kalex        | 22    | +32 s 440          | 20     |        |
| 18                                                                      | 16  | Joe Roberts             | Kalex        | 22    | +35 s 017          | 14     |        |
| 19                                                                      | 71  | Dennis Foggia           | Kalex        | 22    | +35 s 235          | 25     |        |
| 20                                                                      | 84  | Zonta van den Goorbergh | Kalex        | 22    | +50 s 394          | 22     |        |
| 21                                                                      | 23  | Taiga Hada              | Kalex        | 22    | +1 min 09 s 768    | 27     |        |
| 22                                                                      | 55  | Yeray Ruiz              | Forward      | 19    | +3 tours           | 26     |        |
| Ab.                                                                     | 12  | Filip Salač             | Kalex        | 21    | Problème mécanique | 13     |        |
| Ab.                                                                     | 72  | Borja Gómez             | Kalex        | 18    | Chute              | 23     |        |
| Ab.                                                                     | 17  | Álex Escrig             | Forward      | 17    | Abandon            | 28     |        |
| Ab.                                                                     | 28  | Izan Guevara            | Kalex        | 15    | Chute              | 24     |        |
| Ab.                                                                     | 4   | Sean Dylan Kelly        | Kalex        | 15    | Syndrome des loges | 21     |        |
| Ab.                                                                     | 35  | Somkiat Chantra         | Kalex        | 9     | Chute              | 7      |        |
| -                                                                       | 64  | Bo Bendsneyder          | Kalex        |       | Forfait            |        |        |
| Meilleur tour en course : Jake Dixon (Kalex) – 1 min 36 s 697 (tour 18) |     |                         |              |       |                    |        |        |
| (en)[PDF]Rapport officiel                                               |     |                         |              |       |                    |        |        |

## Classement Moto3
| Pos.                                                                 | No. | Pilote                   | Constructeur | Tours | Temps/Ecart     | Grille | Points |
| -------------------------------------------------------------------- | --- | ------------------------ | ------------ | ----- | --------------- | ------ | ------ |
| 1                                                                    | 5   | Jaume Masià              | Honda        | 20    | 34 min 14 s 619 | 8      | 25     |
| 2                                                                    | 71  | Ayumu Sasaki             | Husqvarna    | 20    | +0 s 073        | 4      | 20     |
| 3                                                                    | 53  | Deniz Öncü               | KTM          | 20    | +0 s 276        | 5      | 16     |
| 4                                                                    | 48  | Iván Ortolá              | KTM          | 20    | +0 s 324        | 20     | 13     |
| 5                                                                    | 44  | David Muñoz              | KTM          | 20    | +0 s 401        | 1      | 11     |
| 6                                                                    | 99  | José Antonio Rueda       | KTM          | 20    | +0 s 507        | 11     | 10     |
| 7                                                                    | 95  | Collin Veijer            | Husqvarna    | 20    | +0 s 819        | 9      | 9      |
| 8                                                                    | 55  | Romano Fenati            | Honda        | 20    | +1 s 056        | 10     | 8      |
| 9                                                                    | 66  | Joel Kelso               | CFMoto       | 20    | +1 s 341        | 2      | 7      |
| 10                                                                   | 82  | Modèle:ITAd Stefano Nepa | KTM          | 20    | +2 s 024        | 6      | 6      |
| 11                                                                   | 27  | Kaito Toba               | Honda        | 20    | +11 s 736       | 7      | 5      |
| 12                                                                   | 10  | Diogo Moreira            | KTM          | 20    | +12 s 254       | 22     | 4      |
| 13                                                                   | 80  | David Alonso             | Gas Gas      | 20    | +12 s 317       | 17     | 3      |
| 14                                                                   | 43  | Xavier Artigas           | CFMoto       | 20    | +12 s 592       | 19     | 2      |
| 15                                                                   | 6   | Ryusei Yamanaka          | Gas Gas      | 20    | +12 s 594       | 25     | 1      |
| 16                                                                   | 18  | Matteo Bertelle          | Honda        | 20    | +12 s 646       | 16     |        |
| 17                                                                   | 72  | Taiyo Furusato           | Honda        | 20    | +12 s 898       | 18     |        |
| 18                                                                   | 54  | Riccardo Rossi           | Honda        | 20    | +13 s 041       | 3      |        |
| 19                                                                   | 16  | Andrea Migno             | KTM          | 20    | +13 s 100       | 12     |        |
| 20                                                                   | 38  | David Salvador           | KTM          | 20    | +14 s 651       | 14     |        |
| 21                                                                   | 7   | Filippo Farioli          | KTM          | 20    | +22 s 458       | 21     |        |
| 22                                                                   | 19  | Scott Ogden              | Honda        | 20    | +26 s 301       | 13     |        |
| 23                                                                   | 64  | Mario Aji                | Honda        | 20    | +26 s 374       | 24     |        |
| 24                                                                   | 22  | Ana Carrasco             | KTM          | 20    | +31 s 379       | 26     |        |
| 25                                                                   | 96  | Daniel Holgado           | KTM          | 20    | +1 min 14 s 539 | 27     |        |
| Ab.                                                                  | 31  | Adrián Fernández         | Honda        | 4     | Chute           | 15     |        |
| Ab.                                                                  | 70  | Joshua Whatley           | Honda        | 2     | Chute           | 23     |        |
| -                                                                    | 63  | Syarifuddin Azman        | KTM          |       | Non partant     |        |        |
| Meilleur tour en course: Iván Ortolá (KTM) – 1 min 41 s 752 (tour 8) |     |                          |              |       |                 |        |        |
| (en)[PDF]OFFICIAL MOTO3 RACE REPORT                                  |     |                          |              |       |                 |        |        |

## Classement MotoE

### Course 1
| Pos.                                                                        | No. | Pilote             | Tours | Temps/Ecart     | Grille | Points |
| --------------------------------------------------------------------------- | --- | ------------------ | ----- | --------------- | ------ | ------ |
| 1                                                                           | 11  | Matteo Ferrari     | 7     | 11 min 50 s 202 | 2      | 25     |
| 2                                                                           | 81  | Jordi Torres       | 7     | +0 s 676        | 1      | 20     |
| 3                                                                           | 3   | Randy Krummenacher | 7     | +0 s 955        | 4      | 16     |
| 4                                                                           | 40  | Mattia Casadei     | 7     | +2 s 230        | 10     | 13     |
| 5                                                                           | 9   | Andrea Mantovani   | 7     | +2 s 330        | 5      | 11     |
| 6                                                                           | 51  | Eric Granado       | 7     | +3 s 068        | 3      | 10     |
| 7                                                                           | 4   | Héctor Garzó       | 7     | +7 s 054        | 12     | 9      |
| 8                                                                           | 53  | Tito Rabat         | 7     | +7 s 182        | 9      | 8      |
| 9                                                                           | 29  | Nicolas Spinelli   | 7     | +7 s 190        | 11     | 7      |
| 10                                                                          | 21  | Kevin Zannoni      | 7     | +7 s 232        | 8      | 6      |
| 11                                                                          | 77  | Miquel Pons        | 7     | +7 s 345        | 7      | 5      |
| 12                                                                          | 61  | Alessandro Zaccone | 7     | +7 s 489        | 6      | 4      |
| 13                                                                          | 34  | Kevin Manfredi     | 7     | +7 s 715        | 14     | 3      |
| 14                                                                          | 78  | Hikari Okubo       | 7     | +8 s 195        | 13     | 2      |
| 15                                                                          | 72  | Alessio Finello    | 7     | +14 s 156       | 16     | 1      |
| 16                                                                          | 23  | Luca Salvadori     | 7     | +14 s 617       | 15     |        |
| 17                                                                          | 8   | Mika Pérez         | 7     | +18 s 514       | 17     |        |
| 18                                                                          | 6   | María Herrera      | 7     | +38 s 627       | 18     |        |
| Meilleur tour en course : Modèle:ESP- Jordi Torres – 1 min 40 s 281 (lap 2) |     |                    |       |                 |        |        |
| (en)[PDF]Rapport officiel                                                   |     |                    |       |                 |        |        |

### Course 2
| Pos.                                                              | No. | Pilote             | Tours | Temps/Ecart     | Grille | Points |
| ----------------------------------------------------------------- | --- | ------------------ | ----- | --------------- | ------ | ------ |
| 1                                                                 | 11  | Matteo Ferrari     | 7     | 11 min 51 s 376 | 2      | 25     |
| 2                                                                 | 81  | Jordi Torres       | 7     | +0 s 054        | 1      | 20     |
| 3                                                                 | 40  | Mattia Casadei     | 7     | +1 s 610        | 10     | 16     |
| 4                                                                 | 51  | Eric Granado       | 7     | +1 s 826        | 3      | 13     |
| 5                                                                 | 77  | Miquel Pons        | 7     | +2 s 858        | 7      | 11     |
| 6                                                                 | 21  | Kevin Zannoni      | 7     | +2 s 875        | 8      | 10     |
| 7                                                                 | 61  | Alessandro Zaccone | 7     | +3 s 898        | 6      | 9      |
| 8                                                                 | 29  | Nicolas Spinelli   | 7     | +3 s 978        | 11     | 8      |
| 9                                                                 | 3   | Randy Krummenacher | 7     | +4 s 218        | 4      | 7      |
| 10                                                                | 34  | Kevin Manfredi     | 7     | +6 s 343        | 14     | 6      |
| 11                                                                | 4   | Héctor Garzó       | 7     | +6 s 502        | 12     | 5      |
| 12                                                                | 78  | Hikari Okubo       | 7     | +8 s 620        | 13     | 4      |
| 13                                                                | 72  | Alessio Finello    | 7     | +10 s 119       | 16     | 3      |
| 14                                                                | 8   | Mika Pérez         | 7     | +12 s 683       | 17     | 2      |
| 15                                                                | 6   | María Herrera      | 7     | +22 s 444       | 18     | 1      |
| Ab.                                                               | 9   | Andrea Mantovani   | 6     | Chute           | 5      |        |
| Ab.                                                               | 23  | Luca Salvadori     | 6     | Abandon         | 15     |        |
| Ab.                                                               | 53  | Tito Rabat         | 0     | Chute           | 9      |        |
| Meilleur tour en course : Mattia Casadei – 1 min 40 s 359 (lap 2) |     |                    |       |                 |        |        |
| (en)[PDF]Rapport officiel                                         |     |                    |       |                 |        |        |

## Championnat après la course
Seul le top 5 est représenté ici,,,.

### MotoGP
|   | Pos. | Rider             | Points |
| - | ---- | ----------------- | ------ |
|   | 1    | Francesco Bagnaia | 194    |
|   | 2    | Jorge Martín      | 159    |
|   | 3    | Marco Bezzecchi   | 158    |
| 1 | 4    | Brad Binder       | 114    |
| 1 | 5    | Johann Zarco      | 109    |

|  | Pos. | Constructor | Points |
|  | ---- | ----------- | ------ |
|  | 1    | Ducati      | 285    |
|  | 2    | KTM         | 153    |
|  | 3    | Aprilia     | 121    |
|  | 4    | Honda       | 89     |
|  | 5    | Yamaha      | 82     |

|  | Pos. | Constructor                 | Points |
|  | ---- | --------------------------- | ------ |
|  | 1    | Prima Pramac Racing         | 268    |
|  | 2    | Mooney VR46 Racing Team     | 256    |
|  | 3    | Ducati Lenovo Team          | 222    |
|  | 4    | Red Bull KTM Factory Racing | 193    |
|  | 5    | Aprilia Racing              | 133    |

### Moto2
|   | Pos. | Rider         | Points |
| - | ---- | ------------- | ------ |
|   | 1    | Tony Arbolino | 148    |
|   | 2    | Pedro Acosta  | 140    |
| 1 | 3    | Jake Dixon    | 104    |
| 1 | 4    | Alonso López  | 92     |
| 1 | 5    | Arón Canet    | 76     |

|  | Pos. | Constructor | Points |
|  | ---- | ----------- | ------ |
|  | 1    | Kalex       | 200    |
|  | 2    | Boscoscuro  | 99     |

|   | Pos. | Constructor              | Points |
| - | ---- | ------------------------ | ------ |
|   | 1    | Elf Marc VDS Racing Team | 206    |
|   | 2    | Red Bull KTM Ajo         | 181    |
|   | 3    | Beta Tools Speed Up      | 141    |
|   | 4    | Pons Wegow Los40         | 113    |
| 1 | 5    | Inde GasGas Aspar Team   | 104    |

### Moto3
|   | Pos. | Rider          | Points |
| - | ---- | -------------- | ------ |
|   | 1    | Daniel Holgado | 125    |
|   | 2    | Jaume Masià    | 109    |
| 1 | 3    | Ayumu Sasaki   | 99     |
| 1 | 4    | Iván Ortolá    | 94     |
|   | 5    | Deniz Öncü     | 94     |

|  | Pos. | Constructor | Points |
|  | ---- | ----------- | ------ |
|  | 1    | KTM         | 186    |
|  | 2    | Honda       | 134    |
|  | 3    | Husqvarna   | 102    |
|  | 4    | Gas Gas     | 73     |
|  | 5    | CFMoto      | 62     |

|   | Pos. | Constructor                    | Points |
| - | ---- | ------------------------------ | ------ |
| 1 | 1    | Leopard Racing                 | 147    |
| 2 | 2    | Red Bull KTM Ajo               | 146    |
|   | 3    | Angeluss MTA Team              | 140    |
| 3 | 4    | Red Bull KTM Tech3             | 127    |
|   | 5    | Liqui Moly Husqvarna Intact GP | 126    |

### MotoE
|  | Pos. | Rider              | Points |
|  | ---- | ------------------ | ------ |
|  | 1    | Jordi Torres       | 144    |
|  | 2    | Matteo Ferrari     | 136    |
|  | 3    | Héctor Garzó       | 98     |
|  | 4    | Randy Krummenacher | 98     |
|  | 5    | Mattia Casadei     | 89     |